# 城戸内アカリ
城戸内 アカリ（きどうち あかり、2002年10月8日 - ）は、日本の女性ファッションモデル、タレントである。旧芸名は「大橋あかり」。
元プラチナムプロダクション所属で、現在はCONPASSに所属。神奈川県出身。身長 158㎝。血液型はB型。TEENS元専属モデル。ガールズユニットFive emotionの元メンバー。

## 経歴
女子高生ミスコン2019、セミファイナリスト。
2019年10月7日 - 11月4日、AbemaTV「今日、好きになりました。」第22弾(台湾編)に出演。
2019年12月に”Teen"が贈る"Teen"の為だけの10代向け媒体『TEENS』より、TEENSモデルとしてデビュー。
2024年5月17日、プラチナムプロダクションからCONPASSに移籍し、「城戸内アカリ」への改名を報告。同年10月よりTBSテレビ『王様のブランチ』ブランチリポーターとして出演。

## 出演

### テレビ
- 今日、好きになりました。（2019年10月7日 - 11月4日、AbemaTV）
- インビジブル 第2話（2022年4月22日、TBS）
- 王様のブランチ　ブランチリポーター（2024年10月5日 - 、TBS）[3]

### イベント
- TGC teen 2020 summer[4]

### CM
- ロート製薬 メラノCC

### 舞台
- GO,JET!GO!GO! ZERO（2024年6月27日 - 30日、A-Garage）- Aチーム・あかね役[5]